# Trikolon
Ein Trikolon (Neutrum: das Trikolon; altgriechisch τρι- tri-, deutsch ‚drei‘ und κῶλον kolon, deutsch ‚Glied‘; Plural: die Trikola; auch: Dreierfigur, Drillingsformel) ist ein aus drei Kola zusammengesetztes Satzgefüge oder mit anderen Worten ein dreigliedriger Satz, etwa „Ich kam, ich sah, ich siegte“, im Lateinischen Veni, vidi, vici.
Die drei gleich langen oder gleich aufgebauten Teile können parallel oder chiastisch zueinander stehen und bilden eine semantische Einheit. Häufig stellen ihre Aussagen dabei eine Klimax dar.
Entsprechende zwei- oder vierteilige Einheiten nennt man Dikolon und Tetrakolon. Ein mehrteiliges Gefüge dieser Art ist allgemein ausgedrückt ein Isokolon, dieser Ausdruck wird jedoch außerhalb des klassischen Griechisch kaum verwendet.
In der Metrik ist ein Trikolon eine Strophe, die aus drei metrisch ungleichen Versen besteht.